# Ludwik Tolibowski
Ludwik Tolibowski herbu Nałęcz (ur. w 1660 roku, zm. w 1698 roku) – sufragan płocki, kanonik płocki. Studiował w Rzymie, 10 grudnia 1691 roku prekonizowany biskupem tytularnym Sebaste.